# USNS Kilauea
Pour les articles homonymes, voir USS Kilauea.
L'USNS Kilauea (AE-26) était le navire de tête de sa classe de navires de munitions de l’United States Navy. Il a été nommé d’après le Kīlauea, un volcan hawaïen.
Le Kilauea a été mis sur cale le 10 mars 1966 par General Dynamics Quincy Shipbuilding Division à Quincy (Massachusetts). Il a été lancé le 9 août 1967, parrainée par Mme Michael J. Kirwan, épouse du représentant de l’Ohio Michael J. Kirwan. Le Kilauea a été mis en service le 10 août 1968 sous le commandement du capitaine William L. McGonagle, de l’US Navy.
Le Kilauea a été désarmé et mis en service avec le Military Sealift Command (MSC) sous le nom d’USNS Kilauea (T-AE-26) le 1er octobre 1980.
Le Kilauea a été déployé dans le golfe Persique le 23 août 1990 dans le cadre de la force opérationnelle navale internationale pour l’opération Bouclier du désert du 2 septembre 1990 au 20 janvier 1991, date à laquelle il a été affecté au 3e groupe amphibie des Marines, aux groupements tactiques de l’USS Theodore Roosevelt (CVN-71) et de l’USS Midway (CV-41) pour l’opération Tempête du désert du 20 janvier au 17 avril 1991.
Du 20 septembre au 2 octobre 1999, le Kilauea a été déployé au Timor oriental dans le cadre de la force opérationnelle de maintien de la paix INTERFET dirigée par l’Australie.
Le Kilauea a été rayé du registre des navires de la marine en septembre 2008.
Le Kilauea devait servir de navire cible dans le cadre de l’exercice RIMPAC 2012. Il a été coulé par une torpille Mark 48 tirée depuis le sous-marin australien HMAS Farncomb le 24 juillet 2012.